# تشانينج هيل
تشانينج هيل (بالإنجليزية: Channing Hill)‏ هو فارس أمريكي، ولد في 22 أغسطس 1987 في غراند إيسلاند في الولايات المتحدة.